# Les Montils
Les Montils és un municipi francès, situat al departament del Loir i Cher i a la regió de Centre – Vall del Loira. L'any 2007 tenia 1.644 habitants.

## Demografia

### Població
El 2007 la població de fet de Les Montils era de 1.644 persones. Hi havia 657 famílies, de les quals 142 eren unipersonals (59 homes vivint sols i 83 dones vivint soles), 224 parelles sense fills, 244 parelles amb fills i 47 famílies monoparentals amb fills.
La població ha evolucionat segons el següent gràfic:
Habitants censats

### Habitatges
El 2007 hi havia 730 habitatges, 664 eren l'habitatge principal de la família, 31 eren segones residències i 35 estaven desocupats. 701 eren cases i 28 eren apartaments. Dels 664 habitatges principals, 548 estaven ocupats pels seus propietaris, 109 estaven llogats i ocupats pels llogaters i 7 estaven cedits a títol gratuït; 3 tenien una cambra, 32 en tenien dues, 103 en tenien tres, 158 en tenien quatre i 367 en tenien cinc o més. 426 habitatges disposaven pel capbaix d'una plaça de pàrquing. A 266 habitatges hi havia un automòbil i a 362 n'hi havia dos o més.

### Piràmide de població
La piràmide de població per edats i sexe el 2009 era:
| Homes | Edats   | Dones |
| ----- | ------- | ----- |
| 8     | 95 o +  | 0     |
| 4     | 90 a 94 | 4     |
| 4     | 85 a 89 | 8     |
| 4     | 80 a 84 | 12    |
| 24    | 75 a 79 | 20    |
| 40    | 70 a 74 | 48    |
| 12    | 65 a 69 | 44    |
| 32    | 60 a 64 | 28    |
| 36    | 55 a 59 | 24    |
| 24    | 50 a 54 | 44    |
| 48    | 45 a 49 | 64    |
| 72    | 40 a 44 | 40    |
| 64    | 35 a 39 | 52    |
| 72    | 30 a 34 | 64    |
| 48    | 25 a 29 | 64    |
| 20    | 20 a 24 | 16    |
| 32    | 15 a 19 | 72    |
| 56    | 10 a 14 | 44    |
| 68    | 5 a 9   | 40    |
| 40    | 0 a 4   | 60    |

## Economia
El 2007 la població en edat de treballar era de 1.032 persones, 820 eren actives i 212 eren inactives. De les 820 persones actives 780 estaven ocupades (407 homes i 373 dones) i 41 estaven aturades (19 homes i 22 dones). De les 212 persones inactives 93 estaven jubilades, 71 estaven estudiant i 48 estaven classificades com a «altres inactius».

### Ingressos
El 2009 a Les Montils hi havia 710 unitats fiscals que integraven 1.801,5 persones, la mediana anual d'ingressos fiscals per persona era de 19.074 €.

### Activitats econòmiques
Dels 61 establiments que hi havia el 2007, 3 eren d'empreses alimentàries, 1 d'una empresa de fabricació de material elèctric, 3 d'empreses de fabricació d'altres productes industrials, 7 d'empreses de construcció, 10 d'empreses de comerç i reparació d'automòbils, 5 d'empreses de transport, 3 d'empreses d'hostatgeria i restauració, 5 d'empreses financeres, 1 d'una empresa immobiliària, 7 d'empreses de serveis, 10 d'entitats de l'administració pública i 6 d'empreses classificades com a «altres activitats de serveis».
Dels 17 establiments de servei als particulars que hi havia el 2009, 1 era una oficina de correu, 1 una oficina bancària, 2 tallers de reparació d'automòbils i de material agrícola, 1 autoescola, 1 paleta, 3 fusteries, 2 lampisteries, 3 perruqueries, 1 agència immobiliària i 2 salons de bellesa.
Dels 5 establiments comercials que hi havia el 2009, 1 era una gran superfície de material de bricolatge, 3 fleques i 1 una joieria.
L'any 2000 a Les Montils hi havia 7 explotacions agrícoles.

## Equipaments sanitaris i escolars
El 2009 hi havia 1 farmàcia i 1 ambulància.
El 2009 hi havia 1 escola maternal integrada dins d'un grup escolar amb les comunes properes formant una escola dispersa, 1 escola elemental i 1 escola elemental integrada dins d'un grup escolar amb les comunes properes formant una escola dispersa.

## Poblacions més properes
El següent diagrama mostra les poblacions més properes.